# Krai de Krasnodar
|  | No s'ha de confondre amb Krai de Krasnoiarsk. |

El krai de Krasnodar - Краснодарский край (rus) - és un subjecte federal de Rússia, situat al Districte Federal del Sud. Aquesta regió és la més poblada del Districte Federal del Sud i el tercer krai més poblat de la Federació. La seva capital és Krasnodar.

## Geografia

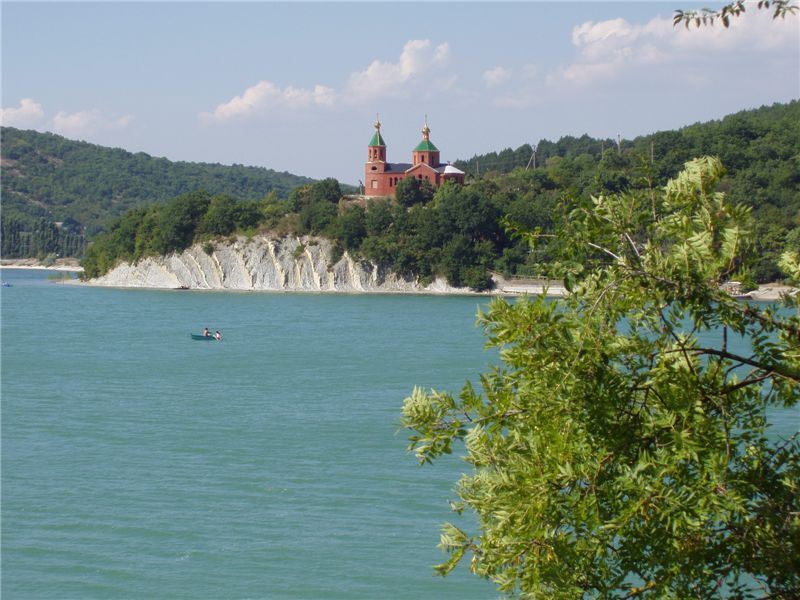
Llac Abrau

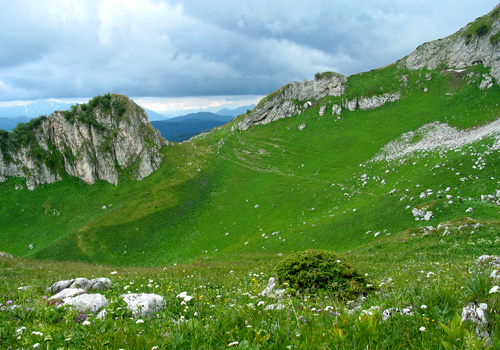
Prades alpines a Apxeronsk

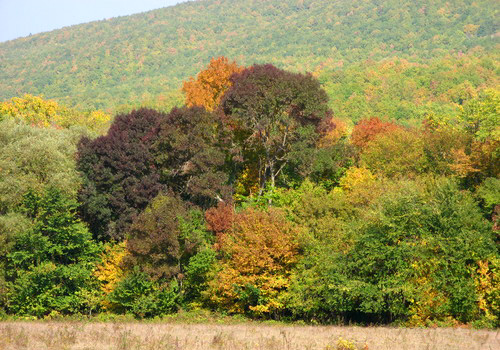
Bosc caducifoli a Abinsk

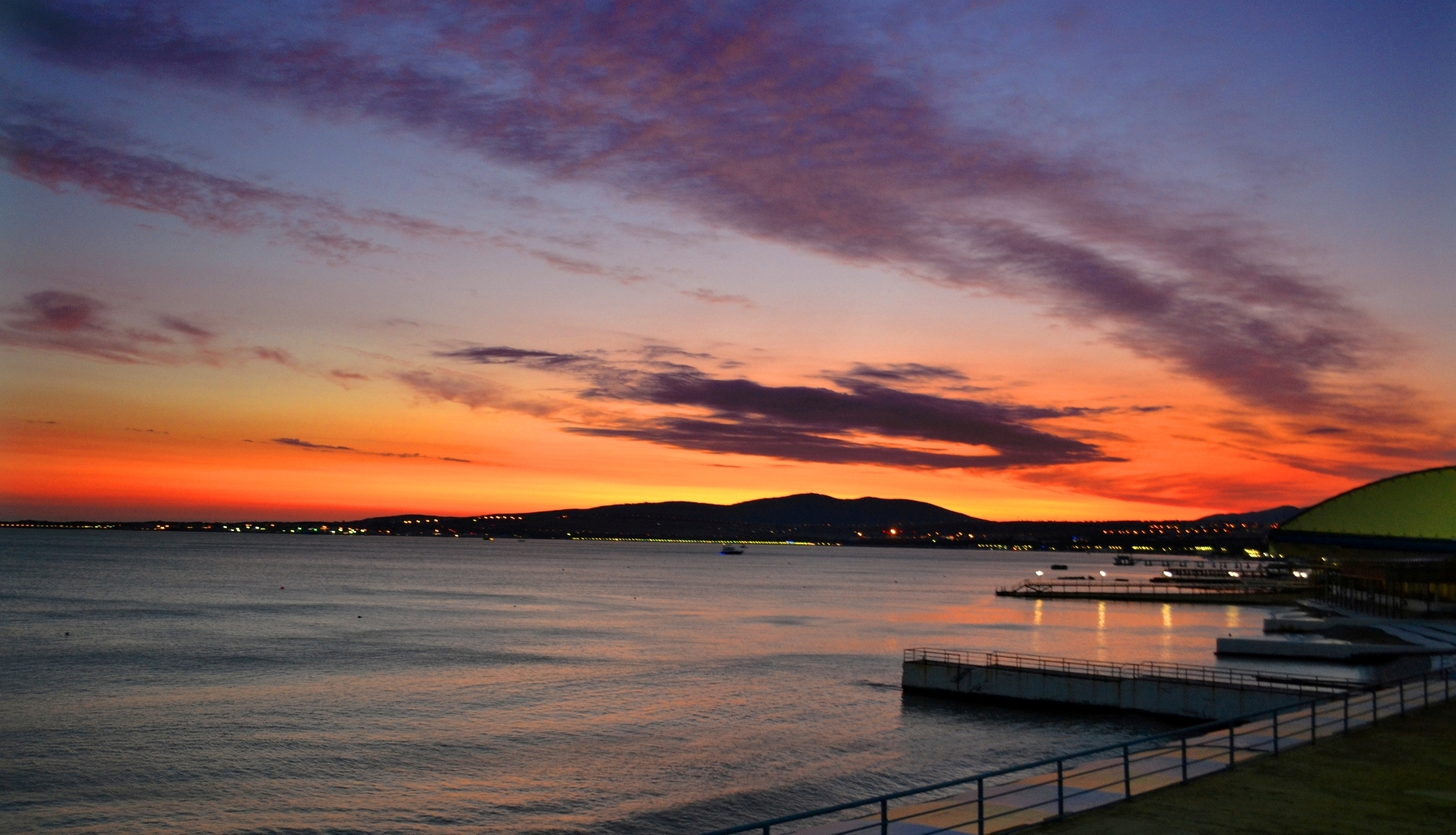
Capvespre a la mar Negra, Guelendjik

El krai de Krasnodar envolta la part occidental del Caucas del Nord i part dels vessants septentrionals del Gran Caucas. Les seves fronteres, en el sentit de les agulles del rellotge des de l'oest són: Crimea, amb l'estret de Kertx i la mar d'Azov; óblast de Rostov, krai de Stàvropol, la República de Karatxai-Txerkèssia i finalment Abkhàzia. L'àrea d'aquest krai envolta completament la República d'Adiguèsia, que queda al seu interior. La frontera austral del krai de Krasnodar està formada pel que queda de la costa de la mar Negra de Rússia, amb el port més important (Novorossisk) i el balneari (Sotxi) en aquesta part del país.
Geogràficament, l'àrea està dividida en dues parts pel riu Kuban. La part nord, designada sovint amb el nom de Kuban, representa dos terços de l'àrea del krai i està formada per les planes corresponents a l'Estepa Pòntica, i el terç sud, el tercer en direcció a la mar (històricament conegut com a Circàssia) és l'extremitat occidental del sistema muntanyós del Caucas (el cim més alt és el Tsakhvoa, 3.345 m), dins de l'ecoregió del complex forestal submediterrani de Crimea.
El llac més gran de la regió és el llac Abrau, a la zona vinícola d'Abrau-Diursó.

### Clima
Els dos terços nord del krai tenen un clima continental amb hiverns relativament freds (el 2006 es van registrar -33,7 graus a Krasnodar) i estius calents. La vora de la mar Negra, al nord de Tuapsé, té un clima mediterrani, i al sud, un clima subtropical humit.

### Recursos naturals
El krai de Krasnodar té molts recursos naturals, que es concentren sobretot a les zones de muntanya i als seus peus de muntanya. S'han trobat jaciments de petroli, gas natural, marga, calç, sorra, grava, ferro, apatita i halita. El krai de Krasnodar fou la primera regió de Rússia que va explotar els seus jaciments de petroli. L'extracció començà el 1864.
Krasnodar també té la reserva d'aigua dolça subterrània més important d'Europa: la conca de Kuban-Azov. I també hih a reserves d'aigües termals i minerals.
La fusta constitueix un altre recurs important per a Krasnodar. El bosc recobreix una superfície de 18.000 km² i té una gran importància ambiental. El roure i el faig ocupen respectivament el 49% i el 19% de la superfície forestal.

## Història

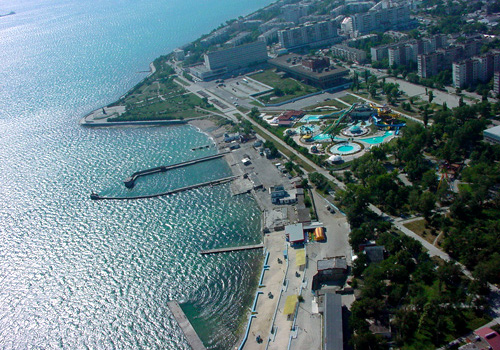
Novorossisk

Abans de la Revolució d'Octubre de 1917 gran part del krai de Krasnodar modern era part de la província de Kuban, creada el 1860 als terrenys dominats per la host de cosacs de la mar Negra, el sector occidental de la línia de defensa fortificada del Caucas. La província de Kuban era el territori de la host dels cosacs del Kuban. El 1900 la província tenia prop de dos milions d'habitants. El 1913 la província ocupava la segona posició a Rússia quant a producció de gra i la primera quant a producció de pa. Es va fomentar també la indústria de productes agrícoles i la indústria química, afavorides per la construcció del ferrocarril. Després de diverses reformes administratives, el krai de Krasnodar fou establert el 13 de setembre del 1937 substituint la regió del Kuban.

## Demografia

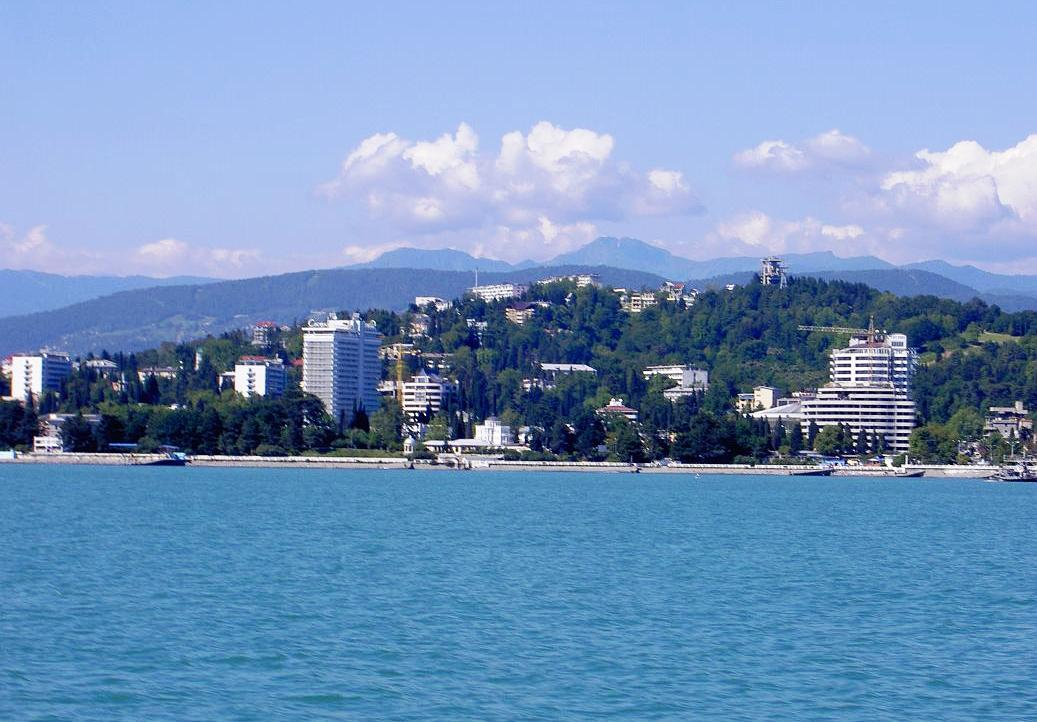
Vista de Sotxi des de la mar Negra.

El Kuban, prop d'Ust-Labinsk.

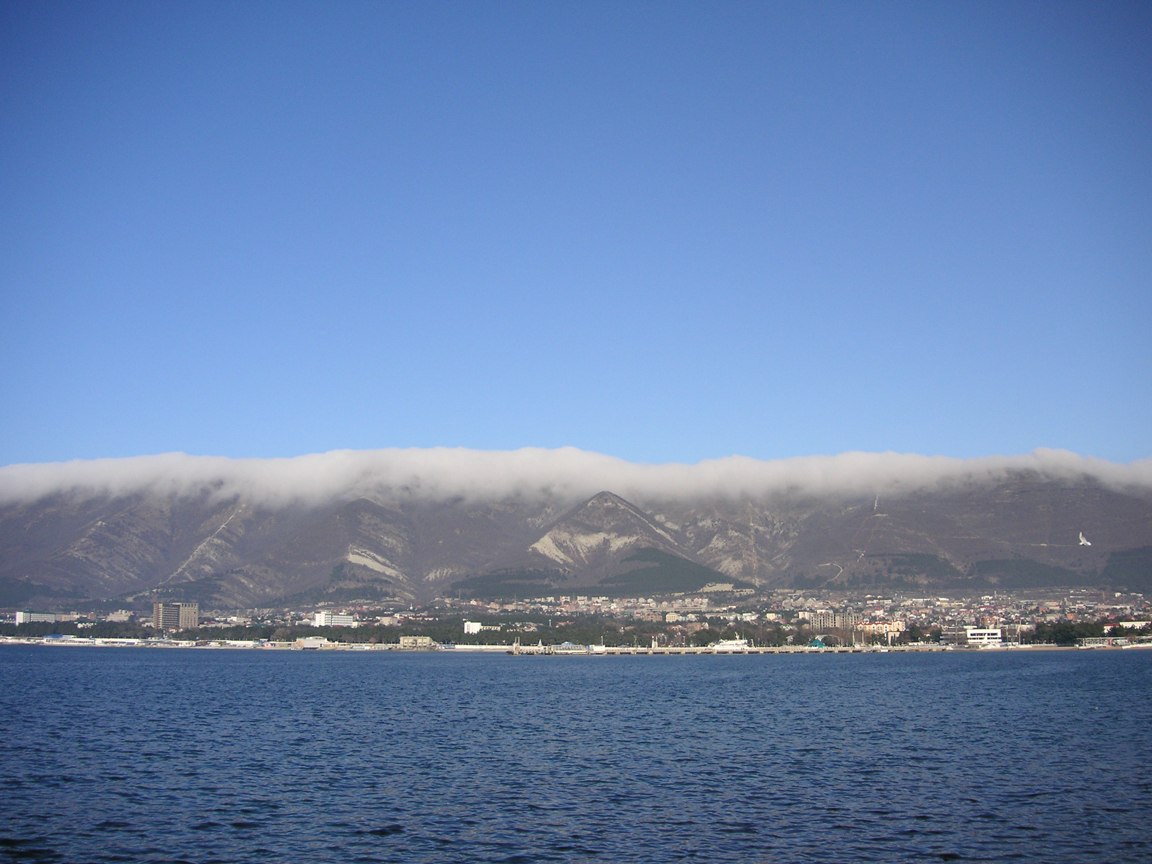
Vista del litoral a Guelendjik.

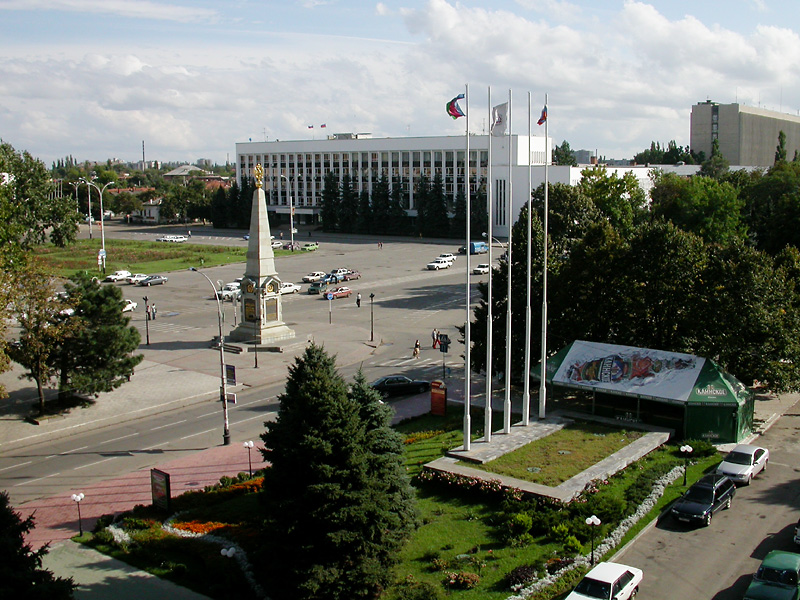
Plaça de la Revolució d'Octubre, a Krasnodar.

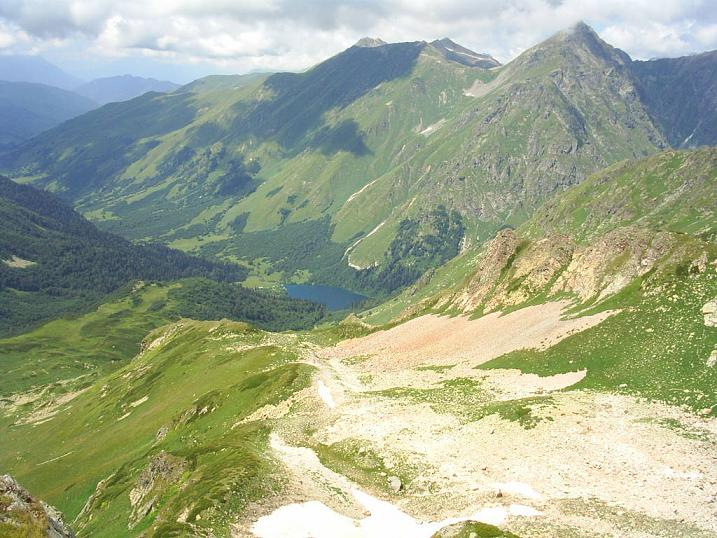
Llac Kardivatx i vall del Mzimta, a la serralada de Kutekheku, Sotxi.

Segons el cens del 2014 la població del krai és de 5.404.273 habitants. La població es concentra a la conca de drenatge del riu Kuban, que tradicionalment era terra dels cosacs. Els cosacs de Kuban avui dia són considerats com a part d'una ètnia russa, tot i que encara són una minoria important dins d'aquesta àrea. Altres grups ètnics notables són els armenis (la majoria cristians), que s'hi van començar a establir a partir del segle xviii.
| Any  | Població  |
| ---- | --------- |
| 1926 | 2.934.000 |
| 1936 | 2.889.000 |
| 1950 | 2.994.000 |
| 1959 | 3 762 499 |
| 1970 | 4.509.807 |
| 1979 | 4.814.835 |
| 1989 | 5.113.148 |
| 1990 | 4.638.102 |
| 1991 | 4.690.810 |
| 1992 | 4.763.741 |
| 1993 | 4.864.010 |
| 1994 | 4.940.794 |
| 1995 | 5.020.837 |
| 1996 | 5.076.003 |
| 1997 | 5.114.523 |
| 1998 | 5.128.485 |
| 1999 | 5.130.451 |
| 2000 | 5.133.449 |
| 2001 | 5.132.798 |
| 2002 | 5.125.221 |
| 2003 | 5.119.857 |
| 2004 | 5.106.259 |
| 2005 | 5.100.250 |
| 2006 | 5.096.572 |
| 2007 | 5.101.081 |
| 2008 | 5.121.799 |
| 2009 | 5.141.852 |
| 2010 | 5.226.647 |
| 2011 | 5.229.998 |
| 2012 | 5.284.464 |
| 2013 | 5.330.181 |
| 2014 | 5.404.273 |

## Divisions administratives

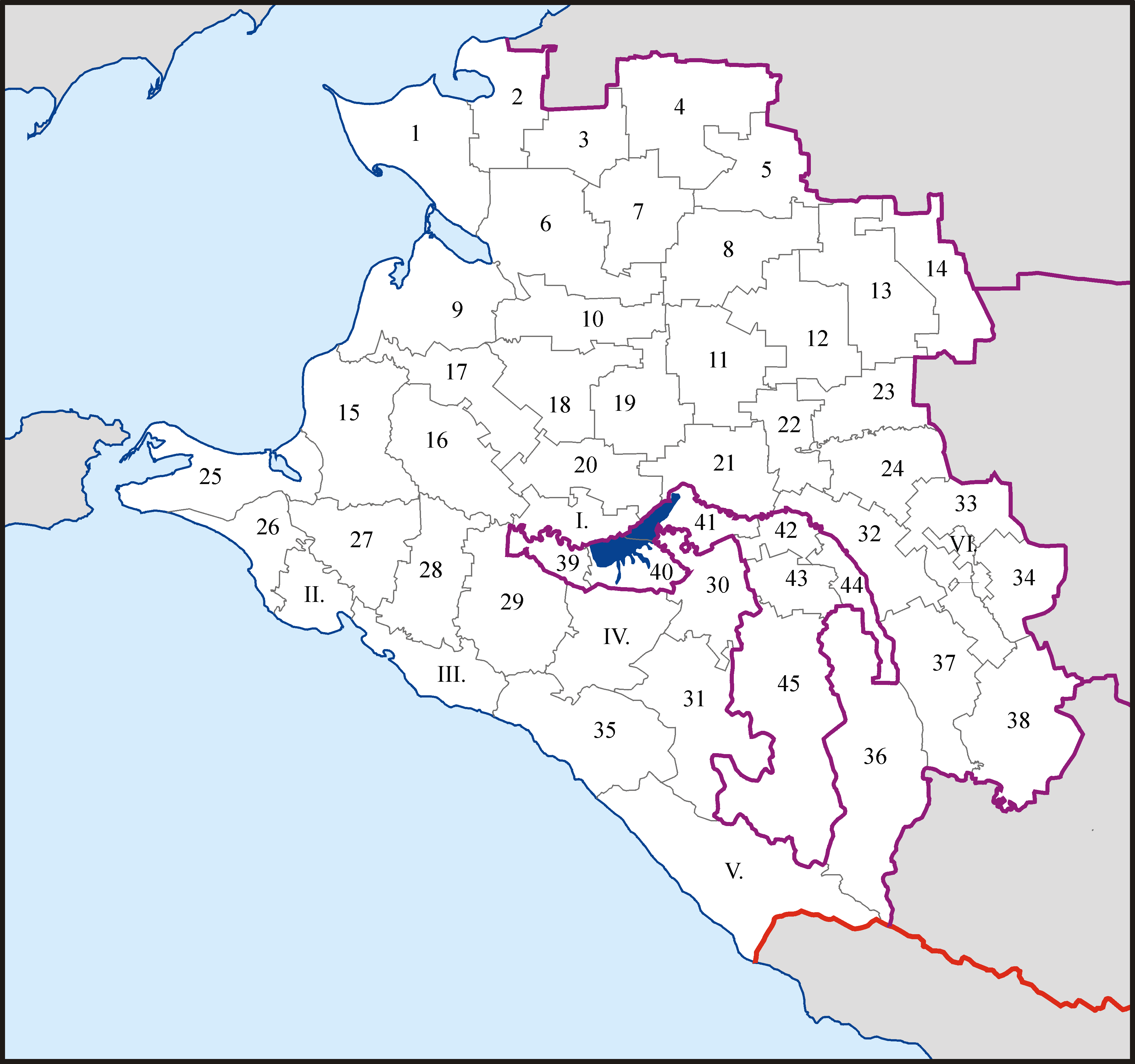
El krai de Krasnodar i les seves divisions (els números del mapa s'indiquen a continuació amb el nom de la regió).

El krai de Krasnodar està dividit en set ókrugs (districtes) i en 37 raions.
- Districtes:

- - I — Krasnodar
  - II — Novorossisk
  - III — Guelendjik
  - IV — Goriatxi Kliutx
  - V — Sotxi
  - VI — Armavir
  - 26 — Anapa

- Raions:

- - 1 — Ieisk
  - 2 — Starosxerbinóvskaia
  - 3 — Starominskaia
  - 4 — Kusxóvskaia
  - 5 — Krilóvskaia
  - 6 — Kanevskaia
  - 7 — Leningràdskaia
  - 8 — Pàvlovskaia
  - 9 — Primorsko-Akhtarsk
  - 10 — Briukhovétskaia
  - 11 — Vísselki
  - 12 — Tikhoretsk
  - 13 — Novopokróvskaia
  - 14 — Bélaia Glina
  - 15 — Slaviansk-na-Kubani
  - 16 — Poltàvskaia
  - 17 — Kalíninskaia
  - 18 — Timaixovsk
  - 19 — Korenovsk
  - 20 — Dinskaia
  - 21 — Ust-Labinsk
  - 22 — Tbilísskaia
  - 23 — Kropotkin
  - 24 — Gulkévitxi
  - 25 — Temriuk
  - 27 — Krimsk
  - 28 — Abinsk
  - 29 — Séverskaia
  - 30 — Belorétxensk
  - 31 — Apxeronsk
  - 32 — Kurgàninsk
  - 33 — Novokubansk
  - 34 — Uspénskoie
  - 35 — Tuapsé
  - 36 — Mostovskoi
  - 37 — Labinsk
  - 38 — Otràdnaia

## khútors
Novopokrovski - Новопокровский (rus) és un khútor del krai de Krasnodar. És a 14 km al sud de Primorsko-Akhtarsk i a 113 km al nord-oest de Krasnodar, i en formen part els khútor de Novonekrassovski, a 21 km al sud-est de Primorsko-Akhtarsk i a 109 km al nord-oest de Krasnodar, Adjanovka a 11 km a l'est de Primorsko-Akhtarsk i a 117 km al nord-oest de Krasnodar, Lotos a 25 km al sud-est de Primorsko-Akhtarsk i a 103 km al nord-oest de Krasnodar,
i Brigadni a 9 km a l'est de Primorsko-Akhtarsk i a 120 km al nord-oest de Krasnodar.